# میناس خانتزیدیس
میناس خانتزیدیس (یونانی: Μηνάς Χατζίδης؛ زادهٔ ۴ ژوئیهٔ ۱۹۶۶) بازیکن فوتبال اهل یونان بود.
از باشگاه‌هایی که در آن بازی کرده‌است می‌توان به باشگاه فوتبال بوخوم، باشگاه فوتبال بایر ۰۴ لورکوزن، باشگاه فوتبال المپیاکوس، باشگاه فوتبال ایراکلیس ۱۹۰۸، و باشگاه فوتبال ویرا اشاره کرد.
وی همچنین در تیم ملی فوتبال یونان بازی کرده‌است.